# Stephanotis
Stephanotis Thouars, 1802 è un genere di piante della famiglia Apocynaceae.

## Distribuzione e habitat
Il genere ha un ampio areale che comprende l'Africa subsahariana, la penisola arabica, il subcontinente indiano e il sud-est asiatico.

## Tassonomia
Il genere comprende le seguenti specie:
- Stephanotis abyssinica (Hochst.) S.Reuss, Liede & Meve
- Stephanotis acuminata Brongn.
- Stephanotis arabica (Decne.) S.Reuss, Liede & Meve
- Stephanotis brevisquama (Jum. & H.Perrier) S.Reuss, Liede & Meve
- Stephanotis crinita (Oliv.) S.Reuss, Liede & Meve
- Stephanotis ernstmeyeri S.Reuss, Liede & Meve
- Stephanotis faulknerae (Bullock) S.Reuss, Liede & Meve
- Stephanotis floribunda Jacques - "gelsomino del Madagascar"
- Stephanotis grandiflora Decne.
- Stephanotis macrantha (Klotzsch) S.Reuss, Liede & Meve
- Stephanotis rubicunda (K.Schum.) S.Reuss, Liede & Meve
- Stephanotis schimperi (Decne.) S.Reuss, Liede & Meve
- Stephanotis stelostigma (K.Schum.) S.Reuss, Liede & Meve
- Stephanotis thouarsii Brongn.
- Stephanotis volubilis (L.f.) S.Reuss, Liede & Meve